# Джестро, Раффаэлло
Раффаэ́лло Дже́стро (итал. Raffaello Gestro; 21 марта 1845, Генуя — 6 июня 1936, там же) — итальянский энтомолог, работавший в основном с жесткокрылыми.

## Биография
С 1865 года работал под руководством Джакомо Дориа.
Один из самых выдающихся итальянских колеоптерологов. Работал заместителем директора, а затем директором Музея истории природоведения (Museo Civico di Storia Naturale) в Генуе (1913—1934), также был президентом Итальянского энтомологического общества (Societa Entomologica Italiana).
Р. Гестро опубликовал 147 статей о систематике жесткокрылых, в основном щитоносок (54 из них — о листоедах) и описал 936 новых видов, в основном, на основе материалов, собранных в Африке, Азии и Океании итальянскими исследователями и коллекционерами, такими как Беккари, Боттего, Д’Альбертис, Феа, Модильяни и Раап.
Описал несколько видов Scarabaeoidea, в основном, принадлежащих к Lucanidae, Ceratocanthidae и др.

## Награды
- Орден Святых Маврикия и Лазаря
- Орден Короны Италии
- Орден Вазы